# Fools Lullaby
A Fools Lullaby Bonnie Tyler első kislemeze az Angel Heart albumról.

## A dalról

### Fools Lullaby
A Fools lullaby szerzője Dieter Bohlen, bár a kislemezen és az albumon a Howard Houston álnevet használta. Zenei szerkesztő Bohlen jobb keze, Luis Rodriguez. A zenei világa hasonló a 
Bitterblue-hoz, a jellegzetes skót zenei dallamokkal, amely a Sweet Lullaby Remix-ben még inkább érvényesül. A dalhoz videóklip is készült.

### Race to the Fire
Az Angel Heart album egyik legdinamikusabb, legrockosabb dala. Szerzője Dieter Bohlen és Luis Rodriguez. Külön kislemez nem készült a dalból, így a Fools Lulalby-hoz csatolták, mert az RTL Plus gyártásában készült német krimisorozat, a Zorc betétdala lett.
A kislemez két-két dalt foglal magában. A Fools Lullaby Radio Mix és Sweet Lullaby Mix-en kívül a Race To The Fire Radio Mix és Race Mix is helyet kapott a CD-single kiadáson. Ez a kiadvány az egyik legjobb maxi-kislemez a kilencvenes évek elejéből Bonnie Tylertől.

## Kislemez

### Fools Lullaby – ZORC, Mann ohne Grenzen OST
- CD-single

| # | Dalcím                            | Zeneszerző    | Producer      | Hossz | Hangminta |
| - | --------------------------------- | ------------- | ------------- | ----- | --------- |
| 1 | Fools Lullaby (Radio Mix)         | Dieter Bohlen | Dieter Bohlen | 3:59  |           |
| 2 | Fools Lullaby (Sweet Lullaby Mix) | Dieter Bohlen | Dieter Bohlen | 5:35  |           |
| 3 | Race To The Fire (Radio Mix)      | Dieter Bohlen | Dieter Bohlen | 3:55  |           |
| 4 | Race To The Fire (Race Mix)       | Dieter Bohlen | Dieter Bohlen | 5:40  |           |

### Fools Lullaby "7 Single
| # | Dalcím                            | Zeneszerző    | Producer      | Hossz |
| - | --------------------------------- | ------------- | ------------- | ----- |
| 1 | Fools Lullaby (Sweet Lullaby Mix) | Dieter Bohlen | Dieter Bohlen | 5:35  |
| 2 | Race To The Fire (Race Mix)       | Dieter Bohlen | Dieter Bohlen | 5:40  |

## Toplista
| Fools Lullaby Race to the Fire | Legjobb helyezés |
| ------------------------------ | ---------------- |
| Norvégia                       | 6                |
| Ausztria                       | 17               |
| Németország, rádiós játszás    | 20               |
| Németország, eladások alapján  | 29               |